# Захарна торбеста летяща катерица
Захарната торбеста летяща катерица още захарен посум или само захарна катерица (Petaurus breviceps), е торбест бозайник от семейство торбести летящи катерици (Petauridae).

## Географско разпространение
Захарната катерица е разпространена в източната и северната част на Австралия, Нова Гвинея, архипелага Бисмарк и Молукските острови. На остров Тасмания видът е привнесен в средата на XIX век.

## Подвидове
Днес са известни седем подвида на захарната катерица:
- P. b. breviceps (Waterhouse, 1839)
- P. b. longicaudatus (Longman, 1924)
- P. b. ariel (Gould, 1842)
- P. b. flavidus (Tate & Archbold, 1935)
- P. b. papuanus (Thomas, 1888)
- P. b. tafa (Tate & Archbold, 1935)
- P. b. biacensis (Ulmer, 1940)

## Описание
По големина захарния посум наподобява на европейска катерица. Има издължено тънко тяло с летателна кожна гънка намираща се между предните и задните крайници. Краката са къси с по пет пръста. Тялото е дълго от 27,5 до 40 cm като само опашката е дълга 15 - 20 cm. Теглото на мъжките е 115 - 160 g, а на женските е 100 - 135 g. Вратът е къс и сравнително дебел, главата е плоска и завършва със сравнително къса остра муцунка. Ушите са голи, големи и тъпо заострени. Те са силно подвижни и улавят най-малките шумове. Очите са големи, тъмни и изпъкнали. Опашката е дълга и окосмена с черен връх. Козината е гъста с тънък и къс косъм. Летателните кожни гънки са също покрити с косми. Горната част на тялото и кожната гънка са пепеляво сиви изпъстрени с кафяви или бели петна. Долната част на корема е бяла с леко жълтеникав оттенък. Срещат се и албиноси. От носа по главата към гърба се спуска черна ивица. На челото, гърдите и задницата имат по една жлеза, с помощта на която маркират територия. В природата живеят до 9 години, докато в плен достигат и до 12-годишна възраст.

## Начин на живот
Захарната катерица е горско животно, живеещо обикновено на групи от 10 до 15 индивида. Те са териториални животни и при заплаха могат да отбраняват своята територия. Начело на групата стои самец, който опложда и женските в групата. Когато той умре мястото му се заема от самец извън групата. Видът води нощен начин на живот. Денем спи по цепнатини или изоставени хралупи по дърветата. С настъпването на сумрака те стават активни. В менюто на животните влизат насекоми, дребни гръбначни животни, плодове и нектар от евкалиптови и акациеви дървета. Поради това, че се хранят с нектар те са наречени и захарни. Подобно на летящите катерици посумите могат да извършват огромни подскоци (до 50 m) от дърво на дърво. Това става благодарение на кожната летателна гънка, която се изпъва при подскоците. Опашката служи като балансьор при полета. Това е типичен случай на конвергенция на признаците. Издават силни звуци подобни на птичи крясъци. За кратък период през зимата изпадат в състояние на хибернация.

## Размножаване
Половата зрялост при двата пола настъпва на различна възраст. При мъжките е в рамките на 3 - 12 месеца, а при женските е 5 - 18 месеца. Сигурен показател за настъпването ѝ е наличието на т.нар. „плешиво петно“ на челото. Това е мястото, където се развива една от жлезите, с чиято помощ посума маркира територия. Мъжките имат уникално устроен пенис, който е раздвоен в основата и всяка негова част може да действа самостоятелно. В южните ареали на местообитание размножаването започва в средата на зимата (юни или юли), докато на север липсва сезонност и може да се извършва целогодишно. Обикновено раждат по един път годишно, докато екземпляри отглеждани в плен могат да раждат и отглеждат потомство до 4 пъти в годината. Това се дължи на доброто и обилно хранене на животните отглеждани като домашни любимци. Бременността при захарните посуми продължава 16 дена. След раждането малките преминават в добре развития марсупиум и там сучат мляко още около 10 седмици. Женската отглежда от 1 до 3 малки, които стават независими на 4 месечна възраст.

## Екологични особености
За разлика от много местни австралийски животни, които намаляват по численост и значително се ограничава разпространението им, захарните катерици са добре приспособими. Те могат да живеят добре и във фрагментирани горски участъци и да се приспособят и размножават лесно при отглеждане в плен. Те са изключително интелигентни и любвеобилни животинки и това напоследък ги прави атрактивни при отглеждането им като домашни любимци.